# Championnats d'Asie de boxe amateur 1999
Navigation
Édition précédente Édition suivante
La 20e édition des championnats d'Asie de boxe amateur s'est déroulée à Tachkent, Ouzbékistan, du 23 au 30 octobre 1999.

## Résultats

### Podiums
| Catégories                    | Or                        | Argent                 | Bronze                                    |
| Poids mi-mouches (-48 kg)     | Dilshod Yuldashev         | Suban Punnon           | Yang Xiangzhong Danilo Lerio              |
| Poids mouches (-51 kg)        | Kim Tae-kyu               | Arlan Lerio            | Mohammad Rahim Rahimi Bulat Jumadilov     |
| Poids coqs (-54 kg)           | Alisher Rahimov           | Talaibek Kadyraliev    | Serik Jeylelov Sontaya Wongprates         |
| Poids plumes (-57 kg)         | Tulkunbay Turgunov        | Bekzat Sattarkhanov    | Musaffar Yusupbekov Suttisak Samaksaman   |
| Poids légers (-60 kg)         | Nurzhan Karimzhanov       | Larry Semillano        | Narendra Rana Djurabek Nabiyev            |
| Poids super-légers (-63,5 kg) | Mahammatkodir Abdoollayev | Hwang Sung-bum         | Jakkrit Suwannalird Batyrkhan Zhaksybayev |
| Poids welters (-67 kg)        | Parkpoom Jangphonak       | Daniyar Munaitbassov   | Esfandiar Mohammadi Sirojiddin Naimov     |
| Poids super-welters (-71 kg)  | Ermakhan Ibraimov         | Nourbek Kasenov        | Batmunkh Enkhbayar Homayoun Amiri         |
| Poids moyens (-75 kg)         | Abudureheman              | Vladislav Vizilter     | Kim Ho-chul Vyacheslav Burba              |
| Poids mi-lourds (-81 kg)      | Sergey Mikhailov          | Olzhas Orazaliyev      | Jamal Sanati Zhao Yong                    |
| Poids lourds (-91 kg)         | Ruslan Chagaev            | Talgat Dossanov        | Adnan Ali Rohollah Hosseini               |
| Poids super-lourds (+91 kg)   | Rustam Saidov             | Mukhtarkhan Dildabekov | Alexandr Polmiluyko Ali Mansour           |

### Tableau des médailles
| Place | Pays              | Médaille d'or, Asie | Médaille d'argent, Asie | Médaille de bronze, Asie | Total |
| ----- | ----------------- | ------------------- | ----------------------- | ------------------------ | ----- |
| 1     | Ouzbékistan       | 7                   | 0                       | 2                        | 9     |
| 2     | Kazakhstan        | 2                   | 5                       | 4                        | 11    |
| 3     | Thaïlande         | 1                   | 1                       | 4                        | 6     |
| 4     | Corée du Sud      | 1                   | 1                       | 1                        | 3     |
| 5     | Chine             | 1                   | 0                       | 2                        | 3     |
| 6     | Kirghizistan      | 0                   | 3                       | 2                        | 5     |
| 7     | Philippines       | 0                   | 2                       | 1                        | 3     |
| 8     | Iran              | 0                   | 0                       | 5                        | 5     |
| 9     | Mongolie          | 0                   | 0                       | 1                        | 1     |
| 9     | Koweït            | 0                   | 0                       | 1                        | 1     |
| 9     | Liban             | 0                   | 0                       | 1                        | 1     |
| Total | 11 pays médaillés | 12                  | 12                      | 24                       | 48    |